# Monster's Ball
Monster's Ball és una pel·lícula estatunidenca del 2001. Fou dirigida per Marc Forster i escrita per Milo Addica i Will Rokos. Els seus principals protagonistes són Billy Bob Thornton, Halle Berry, Heath Ledger i Peter Boyle.

## Argument
Hank Grotowski (Billy Bob Thornton), vidu des de fa poc temps, és contractat com a guaita en una presó. Sonny (Heath Ledger), el fill de Hank, treballa juntament amb el seu pare. Tots dos són incapaços de relacionar-se amb les dones. Hank viu amb el seu pare racista, Buck (Peter Boyle), que està retirat, malalt i abandonat (ha conduït la seva dona al suïcidi). Junts, Hank i Sonny han d'assistir a l'execució del convicte per assassinat Lawrence Musgrove (Sean Combs), un esdeveniment que tindrà repercussions en tots dos homes. Posteriorment, Hank coneix Leticia Musgrove (Halle Berry), vídua de Lawrence, que havia estat lluitant molts anys per tirar endavant el seu fill Tyrell i subsistir. Inesperadament, Hank i Leticia s'enamoren.